# Bristol F.2
Die Bristol F.2 Fighter war ein zweisitziges Doppeldecker-Kampfflugzeug, welches ab Frühjahr 1917 im Ersten Weltkrieg als Aufklärer und schweres Jagdflugzeug zum Einsatz kam. Nach anfänglichen Schwierigkeiten wurde das Flugzeug zu einem großen Erfolg. Es blieb bis in die 1930er-Jahre im Militärdienst zahlreicher Staaten und wurde auch als Zivilversion erfolgreich verwendet.

## Entwicklung
Die Konstruktion des Flugzeugs ging auf den Bristol Type 9 R.2A/B zurück, einen Entwurf des Chefingenieurs der Bristol Aeroplane Company, Captain Frank Sowter Barnwell. Geplant war ein zweistieliger Doppeldecker mit einheitlicher Spannweite, der in der Version als R.2A von einem 120 PS (88 kW) starken Beardmore-Motor oder als etwas kleinere Version R.2B von einem 150 PS (110 kW) Hispano-Suiza-Motor angetrieben werden sollte. Auffällig war, dass der Rumpf etwas oberhalb der unteren Tragflächen aufgestützt war. So konnte die obere Tragfläche etwas niedriger über dem Piloten angesetzt werden, um dessen Sicht nach oben zu verbessern. Die Entwürfe entstanden ungefähr gleichzeitig mit denen der Armstrong Whitworth F.K.8, der De Havilland D.H.4 und der Royal Aircraft Factory R.E.8. Diese Typen konkurrierten miteinander um die Rolle eines zweisitzigen bewaffneten Artillerieaufklärers, wie ihn das Royal Flying Corps (RFC) seit Herbst 1915 zur Ablösung der zunehmend veraltenden Royal Aircraft Factory B.E.2-Typen gefordert hatte.
Bei Erscheinen des neuen 190 PS (140 kW) Rolls-Royce-Falcon-I-Reihenmotors erkannte Barnwell darin den optimalen Antrieb für seine Konstruktion, deren Abmessungen und Konturen er für dessen Einbau entsprechend anpasste. Im Juli 1916 begann er unter der Bezeichnung Bristol Type 12 F.2A die Arbeit am ersten Prototyp A3303, dessen Erstflug durch Captain Hooper am 9. September 1916 erfolgte. Die Erprobung an der Central Flying School in Upavon führte zu erheblichen Änderungen am Kühlsystem und der Struktur der unteren Tragfläche. Der zweite entsprechend modifizierte Prototyp A3304 flog am 25. Oktober 1916. Die Maschine war am Frontkühler und dem in die Heckflosse integrierten Hecksporn zu erkennen. Die Bewaffnung bestand aus einem vorwärts feuernden 0,303-Zoll-(7,7-mm-)Vickers-Maschinengewehr, das in eine Einlassung am Treibstofftank im oberen Rumpf eingebaut war. Die Erprobung von A3304 in Upavon erfolgte am 16. Oktober und am 18. Oktober mit zwei verschiedenen Propellertypen, anschließend ergänzte die Versuchsstation in Orfordness die Bewaffnung durch den Einbau eines Alder-Zielfernrohrs für den Piloten und einer drehbaren Foster-Lafette für das Lewis-Maschinengewehr des Beobachters.

## Produktion
Auf Basis des Prototyps A3304 wurde eine erste Vorserie von weiteren 50 Maschinen (A3305-A3354) aufgelegt, die ab Dezember 1916 ausgeliefert wurden. Die Serienmaschinen bekamen eine überarbeitete Motorverkleidung, außerdem wurdev das Profil und die Enden der Tragflächen geändert. Die Bewaffnung bestand aus einem mit einem mit Constantinescu-Unterbrechergetriebe synchronisiertem Vickers-MG für den Piloten und einem beweglichen, auf Scarf-Lafette gesetzten Lewis-MG. Mit dieser Version ausgestattet verlegte die No. 48 Squadron, RFC im März 1917 an die Front in Frankreich.

### Serienproduktion
Während die Vorserienproduktion bereits lief, führten weitere Nachbesserungen zur endgültigen Version, der Bristol Type 14 F.2B, deren Prototyp am 25. Oktober 1916 erstmals flog. Diese Ausführung besaß einen größeren Treibstofftank, zur besseren Sicht nach vorn war außerdem die obere Tragfläche etwas verschoben worden. Im November 1916 wurden 200 F.2B bestellt. Die ersten 150 Serienmaschinen erhielten noch die 190 PS (140 kW) Falcon-I-Motoren der Prototypen, die nächsten 50 den 220 PS (162 kW) Falcon-II-Motor, die weiteren wurden mit den ab Juli 1917 verfügbaren 275 PS (202 kW) starken Falcon-III-Motoren ausgerüstet, welche das Flugzeug auf eine Spitzengeschwindigkeit von 198 km/h bringen konnten. Die F.2B flog und stieg damit deutlich schneller als die F.2A. Außerdem wurde der Beobachter durch die Montage eines zweiten Lewis-MGs noch stärker bewaffnet.
Im Sommer 1917 entschied sich das War Office im Zuge der Typen-Vereinheitlichung die Bristol F.2B generell als Standard-Kampfaufklärer vorzusehen. Im September und Oktober 1917 wurden daher je 800 weitere Maschinen des Typs F.2B bestellt, danach kletterten die Bestellungen weiter bis zur Zahl von 5500 Flugzeugen, die bei Kriegsende teilweise storniert wurden. Allerdings hielt die Produktion der Falcon III-Motoren nicht entsprechend mit. Da die Motoren von Hispano-Suiza bereits für andere Typen gebraucht wurden, kam als Alternative der noch unerprobte 200 PS (147 kW) Sunbeam-Arab-Motor infrage, der aufgrund der Lieferschwierigkeiten des Falcon-III ersatzweise verwendet wurde. Allerdings hatten Tests im Mai 1917 bereits Schwachpunkte des Motors an Zylindern und Kurbelwelle gezeigt, die erst Ende 1917 abgestellt waren. Hinzu kamen weitere Modifikationen und außerdem Missverständnisse mit dem amerikanischen Motorlieferanten Willys-Overland bei der Umrechnung zwischen britischen und metrischen Maßangaben. Die zahlreichen Probleme führten dazu, dass bis Ende 1917 statt zusätzlicher 1800 nur 81 und bis Ende 1918 nur 1311 Sunbeam-Arab-Motoren zugeliefert werden konnten. Als weitere Alternative kam der ebenfalls in großen Stückzahlen georderte 230 PS (169 kW) Siddeley-Puma Motor infrage, der allerdings nur schwer in die Rumpfkonstruktion einzubauen war, aber 1919 dennoch bei einigen Flugzeugen verwendet wurde. Der 230 PS (169 kW)  Beardmore-Halford-Pullinger (BHP) Motor wurde ebenfalls erprobt, zeigte aber nur unbefriedigende Leistungen. Als letzte Variante wurde im Oktober 1918 der Wolseley-Viper Motor, eine britische Lizenzversion des französischen Hispano-Suiza-Motors erprobt; diese Lösung kam jedoch nicht mehr zum Tragen.

### Hersteller
Bis Jahresende 1918 wurden 3102 Flugzeuge von RAF und RFC übernommen, davon 1001 mit Sunbeam-Arab Motor. Bis zum Auslaufen der Kriegsbestellungen zum 23. August 1919 wurden von britischen Herstellern noch weitere Flugzeuge geliefert, hinzu kamen Produktionen in Belgien und den USA. Insgesamt dürften ca. 4000 Bristol F.2 aller Typen hergestellt worden sein.
| Hersteller                                              | Land                   | Ort                | Anzahl | Bemerkung                                                                   |
| Bristol Aeroplane Company                               | Vereinigtes Königreich | Filton             | 2102   | dazu 378 nach Kriegsende an die RAF und weitere 49 Flugzeuge für den Export |
| Austin Motor Company                                    | Vereinigtes Königreich | Birmingham         | >45    | Lieferung ab Juli 1919; genaue Zahl nicht bekannt                           |
| Armstrong Whitworth Co. Ltd.                            | Vereinigtes Königreich | Newcastle-on-Tyne  | 250    | mit Sunbeam-Arab-Motoren                                                    |
| Angus & Sanderson Company                               | Vereinigtes Königreich | Newcastle-on-Tyne  | 250    |                                                                             |
| Gloucester Aircraft Company Ltd.                        | Vereinigtes Königreich | Cheltenham         | 522    | mit Sunbeam-Arab-Motor, 550 bestellt                                        |
| Harris & Sheldon Ltd.                                   | Vereinigtes Königreich | Birmingham         | 100    | vermutlich mit Sunbeam-Arab-Motoren                                         |
| Marshall & Sons                                         | Vereinigtes Königreich | Gainsborough       | 150    | mit Sunbeam-Arab-Motoren                                                    |
| Cunard Line, National Aircraft Factory No.3             | Vereinigtes Königreich | Liverpool          | 126    | Bestellung über 500 Flugzeuge, größtenteils nach Kriegsende storniert       |
| Standard Motor Co. Ltd.                                 | Vereinigtes Königreich | Coventry           | 250    |                                                                             |
| Societé Anonyme Belge des Constructions Aeronautiques   | Belgien                | Brüssel            | 16     | Nachkriegsmodell für die Aviation Militaire Belge                           |
| Curtiss Aeroplane and Motor Company                     | Vereinigte Staaten     | Buffalo (New York) | 27     | davon 2 Prototypen USA O-2                                                  |
| Dayton-Wright Airplane Co.                              | Vereinigte Staaten     | Dayton (Ohio)      | 40     | Dayton Wright XB-1A                                                         |
| Engineering Bureau of the Bureau of Aircraft Production | Vereinigte Staaten     | Dayton (Ohio)      | 1      | nur Prototyp; Kontrakt über 2000 Flugzeuge nach Kriegsende storniert        |

Zu den USA ist anzumerken, dass der Befehlshaber der US-Expeditionsstreitkräfte in Europa (AEF) General Pershing am 1. August 1917 gefordert hatte, die Bristol F.2 in großen Stückzahlen in den USA bauen zu lassen und zu diesem Zweck zwei Musterexemplare in die USA verschifft worden waren. Die Vorbereitungen und der Bau von Prototypen zogen sich danach solange hin, dass die Erprobung der ersten Flugzeuge erst im März 1918 beginnen konnte, wobei zahlreiche Änderungen und die Verwendung des ungeeigneten 400 PS (294 kW) Liberty-Motors die Serienfertigung verzögerten und eine Auslieferung an die Truppe vor Kriegsende nicht mehr stattfand.

## Einsatz

### Kriegseinsatz 1917–18
Obwohl die Bristol F.2 zunächst wie die R.E.8 als Artillerieaufklärer konzipiert worden waren, sollten sie nun als zweisitzige Kampfflugzeuge zum Luftkampf und zur Nahunterstützung für die Bodentruppen eingesetzt werden. Da man für einen Einsatz als Jagdflugzeug erst wenig Einsatzerfahrung mit Kampfzweisitzern hatte, wurden die Besatzungen angewiesen, Feindflugzeuge im Formationsflug mit den nach hinten gerichteten MGs der Beobachter ins Kreuzfeuer zu nehmen. Diese Taktik erwies sich als Fehlschlag und führte anfangs zu schweren Verlusten. Nachdem die No. 48 Squadron, RFC zuvor in Rendcomb in Gloucestershire an der neuen Maschine geschult worden war, verlegte sie als erste Einheit am 8. März 1917, einen Monat vor Beginn der Schlacht von Arras, mit der F.2A an die Westfront. Beim ersten Einsatz der Squadron stiegen am 5. April 1917 sechs F.2A auf und trafen dabei auf fünf Albatros D.III der Jasta 11 unter der Führung von Rittmeister Manfred von Richthofen. Im anschließenden Luftkampf blieben die Bristol-Piloten stur in der Formation, anstatt im Gefecht die Manövrierfähigkeit und Schnelligkeit ihrer Flugzeuge anzuwenden. Als Ergebnis wurden vier der sechs gestarteten Bristol F.2A zum Absturz gebracht, eine fünfte Maschine schwer beschädigt und sogar der erfahrene Führer der Formation William Leefe Robinson wurde durch Vizefeldwebel Festner abgeschossen und geriet in Gefangenschaft. Nur wenige Tage später fiel der deutschen Jagdstaffel die erste, fast unbeschädigte Bristol F.2A in die Hände. Solche Nachrichten enttäuschten die großen Hoffnungen, die der Befehlshaber des RFC General Trenchard in den Bristol Fighter als neue Trumpfkarte im Luftkrieg gesetzt hatte.
Mit Zulauf der neueren F.2B ab Juli 1917 stieg allmählich das Vertrauen der Besatzungen. Die Piloten mit ihren Brisfit oder Biff setzten mit ihrem vorwärts feuerndes Vickers-MG wie mit Jagdeinsitzern zum Frontalangriff an und nutzten dabei deren hohe Geschwindigkeit, Steigfähigkeit und Stabilität, während sie ihren Beobachtern im Luftkampf vor allem die Deckung und Verteidigung nach hinten und zur Seite anvertrauten. Erste Heldentaten machten die Runde, und die Bristol Fighter wurden zunehmend ihrem Namen gerecht. Besonders hervorgehoben wurden der kanadische Pilot Lieutenant Andrew Edward McKeever und sein Beobachter Sergeant Leslie F. Powell der No. 11 Squadron, RFC, welche ihren ersten Luftsieg mit dem Flugzeug bereits am 21. Juni 1917 gegen einen deutschen Albatros-Jagdeinsitzer erzielt hatten. Sie schossen bei einem Einsatz am 30. November 1917 südlich Cambrai allein im Luftkampf mit neun deutschen Albatrossen vier Flugzeuge ab.
Rückblickend auf seine eigenen Erfahrungen mit der Bristol F.2B schrieb der Luftfahrthistoriker, Pilot und ehemalige Flight Commander W.F.J. „Jim“ Harvey:

“This was a classic aeroplane, in looks, in performance for its period, and of a perfect tactical design at a time when the future requirements of a fighting aircraft were not fully understood, nor the strategy and tactics of fighting in the air fully developed.”

„Das war ein klassisches Flugzeug, im Aussehen, für die damalige Leistung und vom perfekten taktischen Design zu einer Zeit, als die zukünftigen Anforderungen an ein Kampfflugzeug noch nicht vollständig verstanden und die Strategie und Taktik des Kampfes in der Luft noch nicht vollständig entwickelt waren.“

Die Bristol F.2B Fighter wurden in folgenden Einheiten von RFC und RAF eingesetzt:
- in Frankreich: Squadrons 11, 20, 22, 48, 62 und 88 sowie Lang-Range-Artillery-Spotting-Flights L, M, N, O, P
- in Italien: Squadrons 139 und 67 (=später No. 1 Squadron, Australian Flying Corps)
- in Palästina: Squadron 111
- in England: Home Defence Squadrons 33, 36, 39, 76 und 141

Am 31. Oktober 1918, dem letzten Meldetermin während des Krieges, zählte die Royal Air Force 1583 einsatzbereite Bristol F.2, davon 79 mit Sunbeam-Arab Motor.

### Nachkriegszeit
Nach dem Krieg dienten die verbliebenen oder bis 1919 noch produzierten Exemplare der Bristol F.2 als Verbindungsflugzeuge und leichte Bomber, unter anderem in der Türkei während der Chanakkrise, im Nahen Osten, in Indien und in der Republik China. Zusätzlich flogen weitere Luftwaffen des Britischen Empires, darunter die RNZAF, die Royal Canadian Air Force und die RAAF, die F.2B.
Die F.2B dienten in den Luftstreitkräften folgender Länder.
 Afghanistan
3 Flugzeuge
 Argentinien
- Fuerza Aérea Argentina

 Australien
- Australian Flying Corps

 Belgien
- Aviation Militaire Belge: 31 Flugzeuge mit 300 PS Hispano-Suiza Motoren, davon 16 in Lizenz hergestellt, 2 Flugzeuge als Geschenk an das belgische Königspaar

 Bolivien
- Fuerza Aérea Boliviana

 Griechenland
- Griechische Luftstreitkräfte
- Griechische Marine

 Honduras
 Irland
- National Army Air Service: 6 Bristol F.2B Mk. II, 1925 geliefert

 Kanada
- Royal Canadian Air Force

 Mexiko
- Fuerza Aérea Mexicana: 10 Flugzeuge

 Neuseeland
- New Zealand Permanent Air Force: 5 Flugzeuge, bis 1935 eingesetzt.

 Norwegen
- Hærens flyvåpen

 Peru
- Aviación Militar

 Polen
- Polnische Luftstreitkräfte

 Sowjetrussland
- Luftstreitkräfte der Sowjetunion: 2 Exemplare

 Spanien
- Ejército del Aire: 17 Flugzeuge mit 300 PS Hispano-Suiza Motoren

 Schweden
- Svenska Flygvapnet

 Jugoslawien
1 Exemplar
 Vereinigtes Königreich
- Royal Air Force

Squadrons 2, 4, 5, 6, 8, 12, 13, 16, 24, 31, 40, 208. Im Jahr 1932 wurden die letzten Maschinen bei der RAF in Indien ausgemustert.
 Vereinigte Staaten
- United States Army Air Service ca. 40 Flugzeuge

### Zivile Nutzung
Einige F.2B wurden zur zivilen Nutzung unter der Bezeichnung Bristol Tourer umgebaut; mit einem Siddeley-Puma-Motor und geschlossenem Cockpit versehen erreichten sie eine Geschwindigkeit von 206 km/h.

## Varianten
- Bristol F.2A: Vorserienmodell mit  190 PS (140 kW) Rolls-Royce Falcon I-Motor; 1916 wurden 50 gebaut.

- Bristol F.2B: Serienmodell mit 190, 220 oder 275 PS (202 kW) Rolls-Royce Falcon-Motor, alternativ auch mit 200 PS (147 kW) Sunbeam-Arab Motor

- Bristol M.R.1 oder All-Metall F.2B: Neukonstruktion als Ganzmetallflugzeug auf Basis der F.2A; flog erstmals am 23. Oktober 1917; es wurden nur zwei Prototypen gebaut, der Typ ging nicht in Serie.

- Bristol Fighter F.2B Mk II, Verbindungsflugzeug mit Tropenausstattung und -kühlsystem, Erstflug Dezember 1919, 435 gebaut.

- Bristol Fighter Mk III (Bristol Type 96): verstärkte Version, später als Bristol Fighter Mk IV umbezeichnet, erkennbar am balancierten Seitensteuer, 50 gebaut.

- Dayton Wright XB-1A: Von der Firma Dayton-Wright Corp. gebaute US-Nachkriegsversion

## Bilder

### Bilder aus der Einsatzzeit

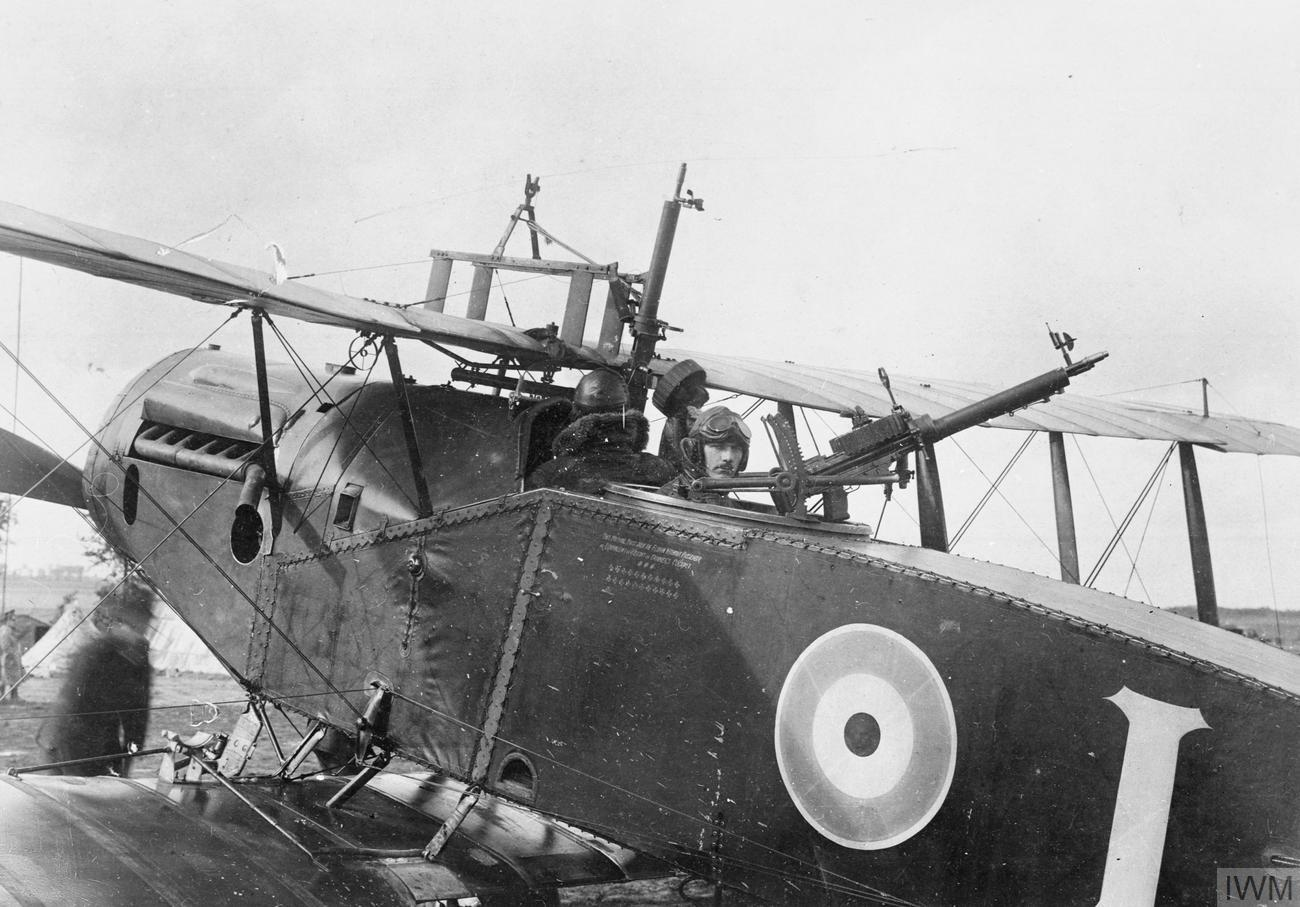
Bristol Fighter der No.22 Squadron, R.A.F., Flugplatz Agincourt, Juli 1918
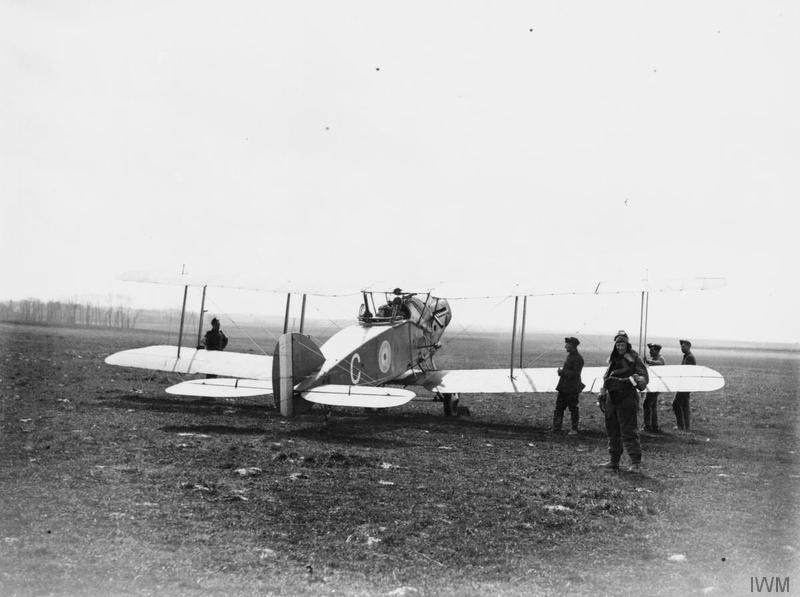
Bristol Fighter der No.22 Squadron, R.A.F., Flugplatz Vert Galant, April 1918
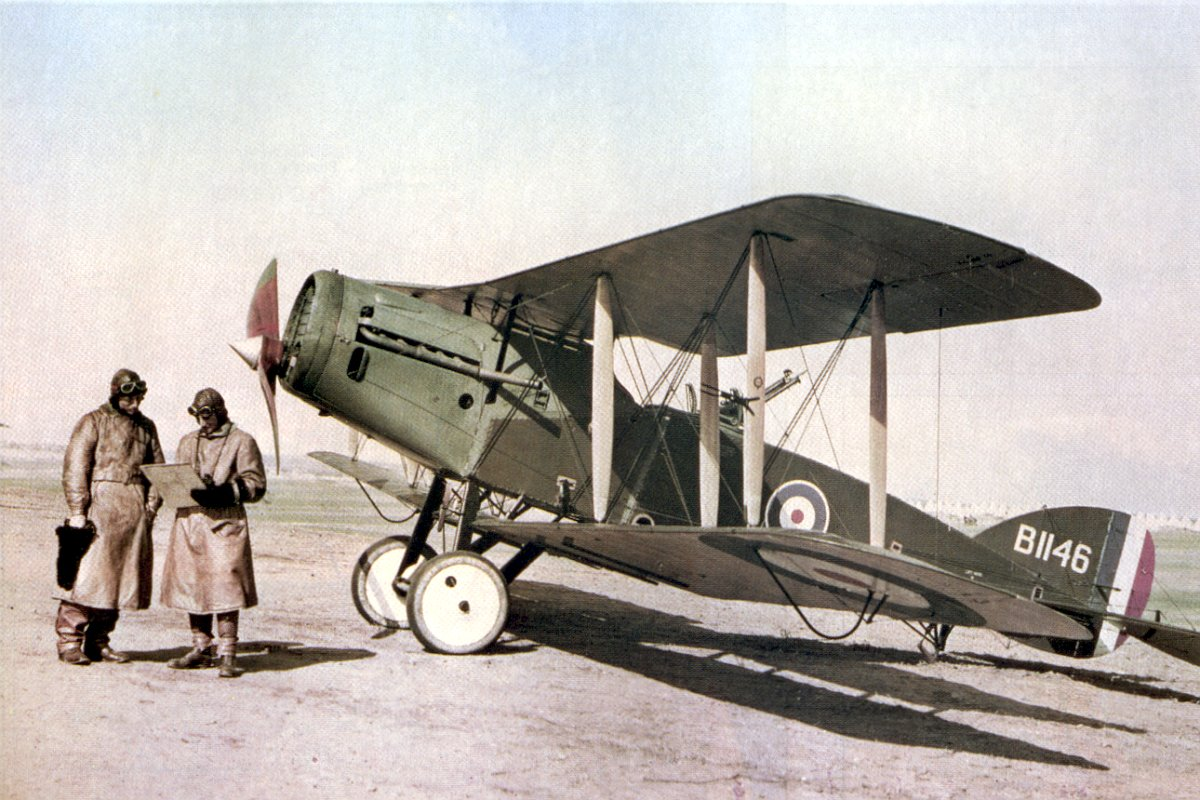
Bristol Fighter der No.1 Squadron des Australian Flying Corps in Palästina, Februar 1918
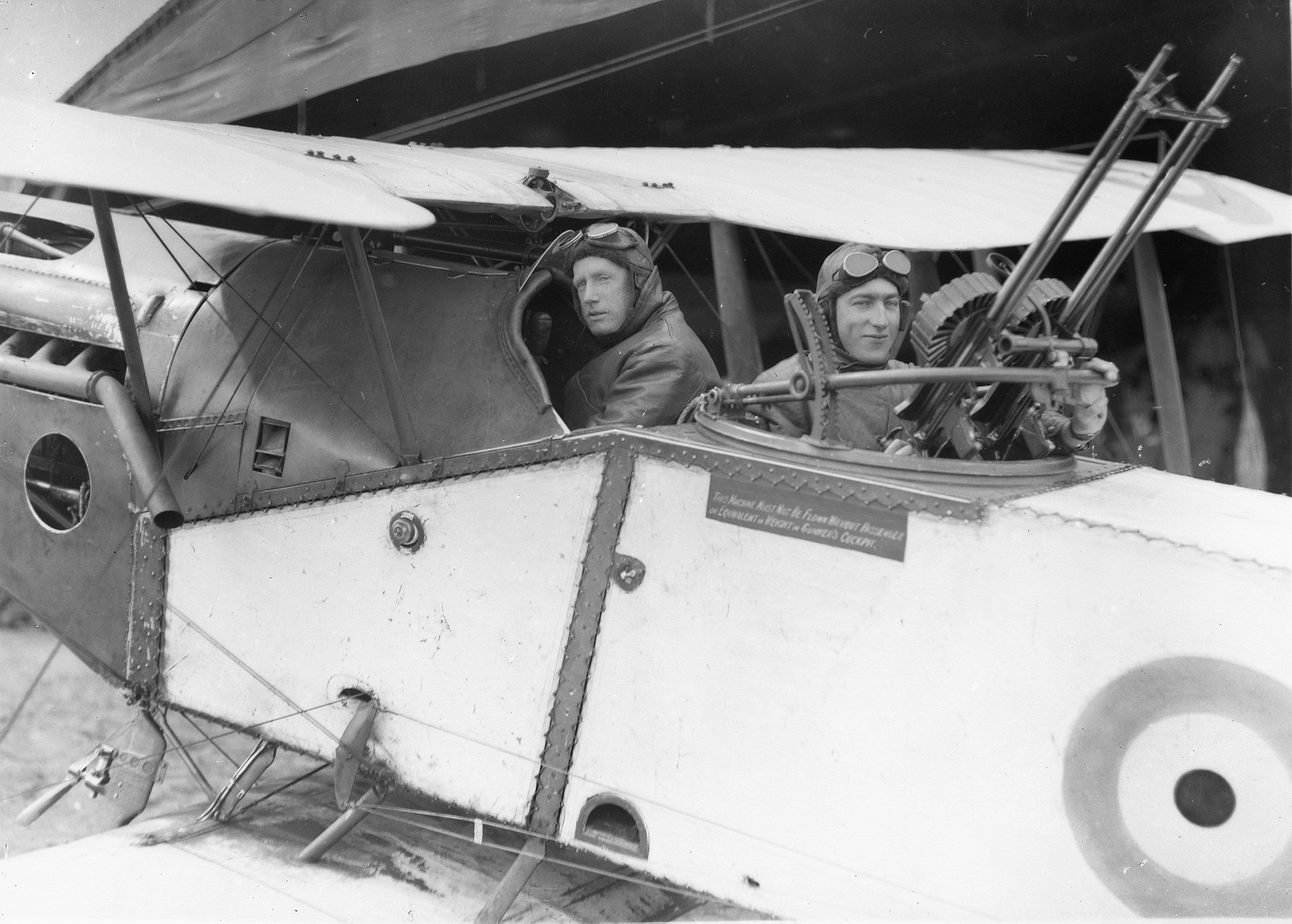
Besatzung der No.1 Squadron des Australian Flying Corps in Palästina
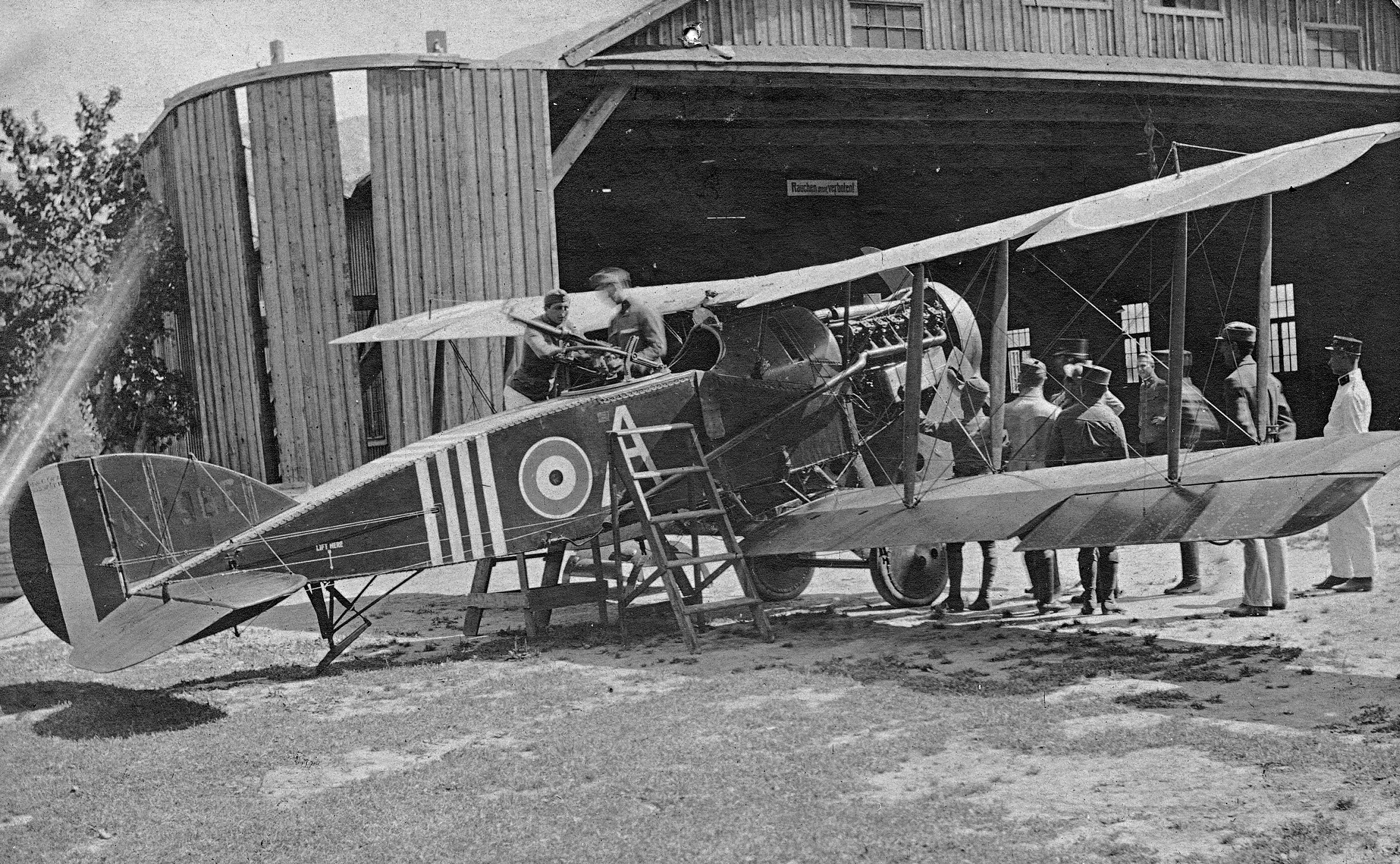
Bristol F.2 an der Front in Italien
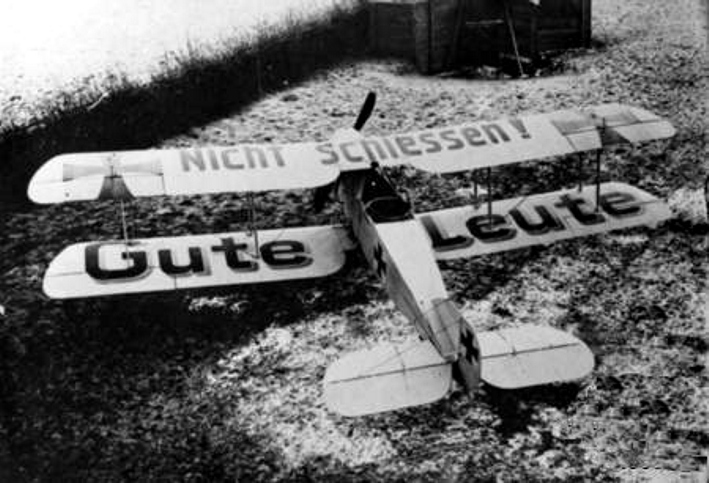
Von deutschen Truppen erbeutete und weiter verwendete Bristol F2.B
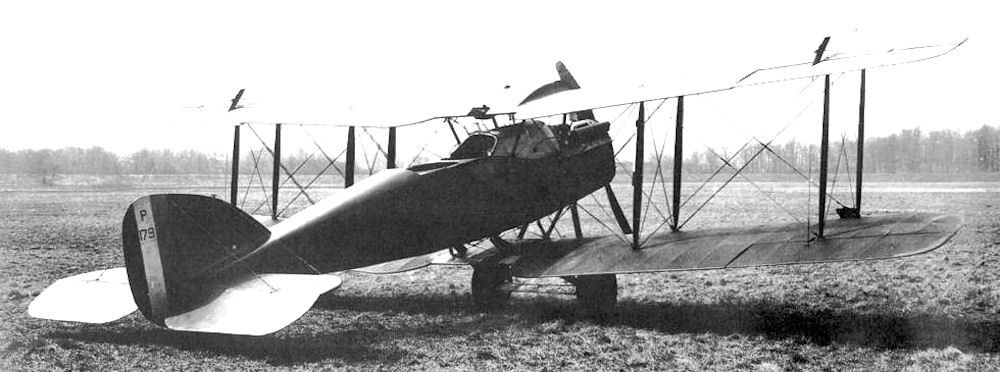
Die US-Version Dayton Wright XB-1A auf dem McCook Versuchsgelände in Dayton (Ohio), 1920
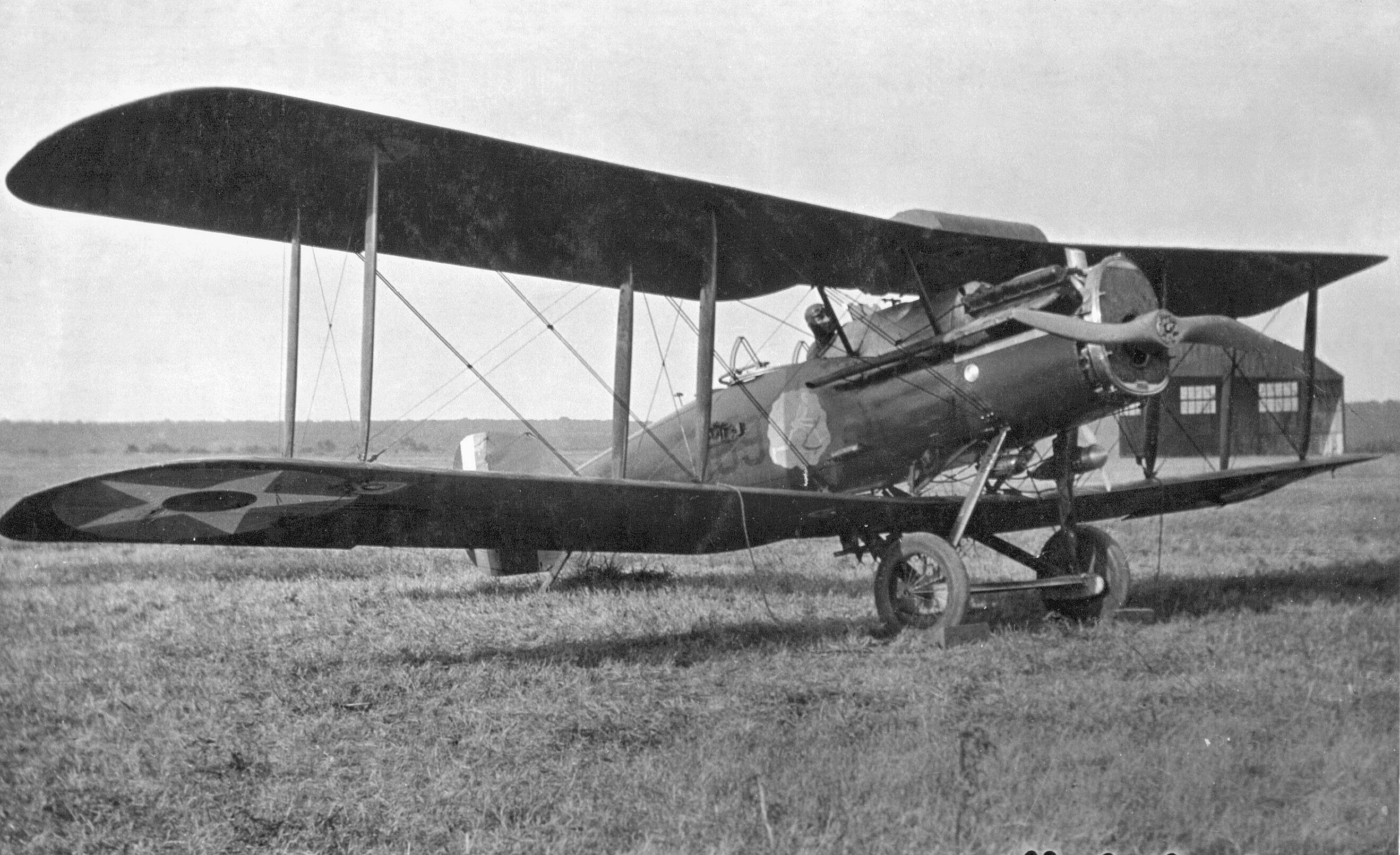
Dayton Wright XB-1A der 13th (Attack) Squadron in Kelly Field (Texas), 1921

### Bilder erhaltener oder nachgebauter Flugzeuge
Heute existieren in Museen noch einige Bristol Fighter, dazu wurden Nachbauten, u. a. für die Ausstellung anlässlich der 100-Jahr-Feier der Bristol-Flugzeugwerks in Filton oder Filmdarstellungen, angefertigt.

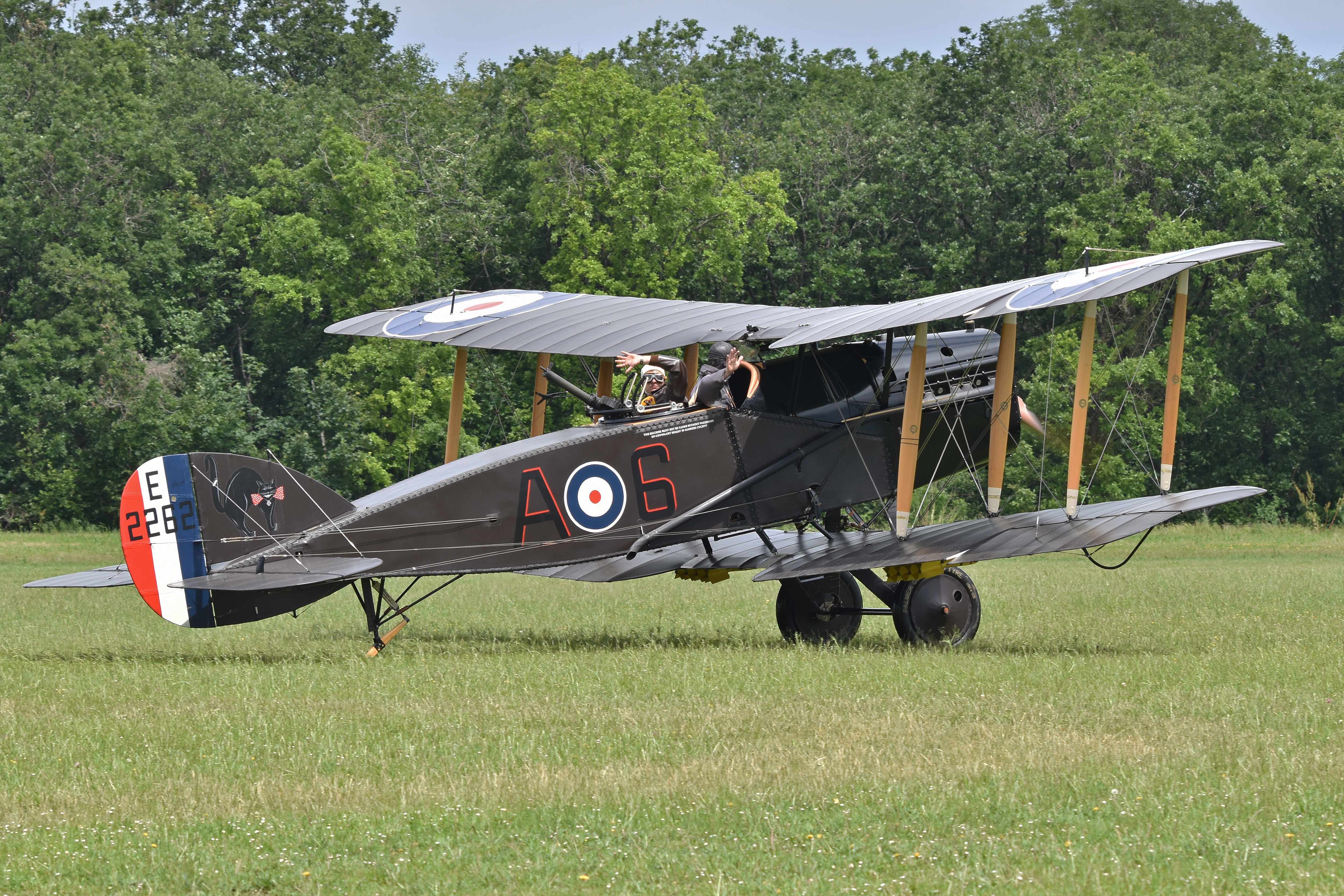
Bristol F.2B-Nachbau aus Neuseeland
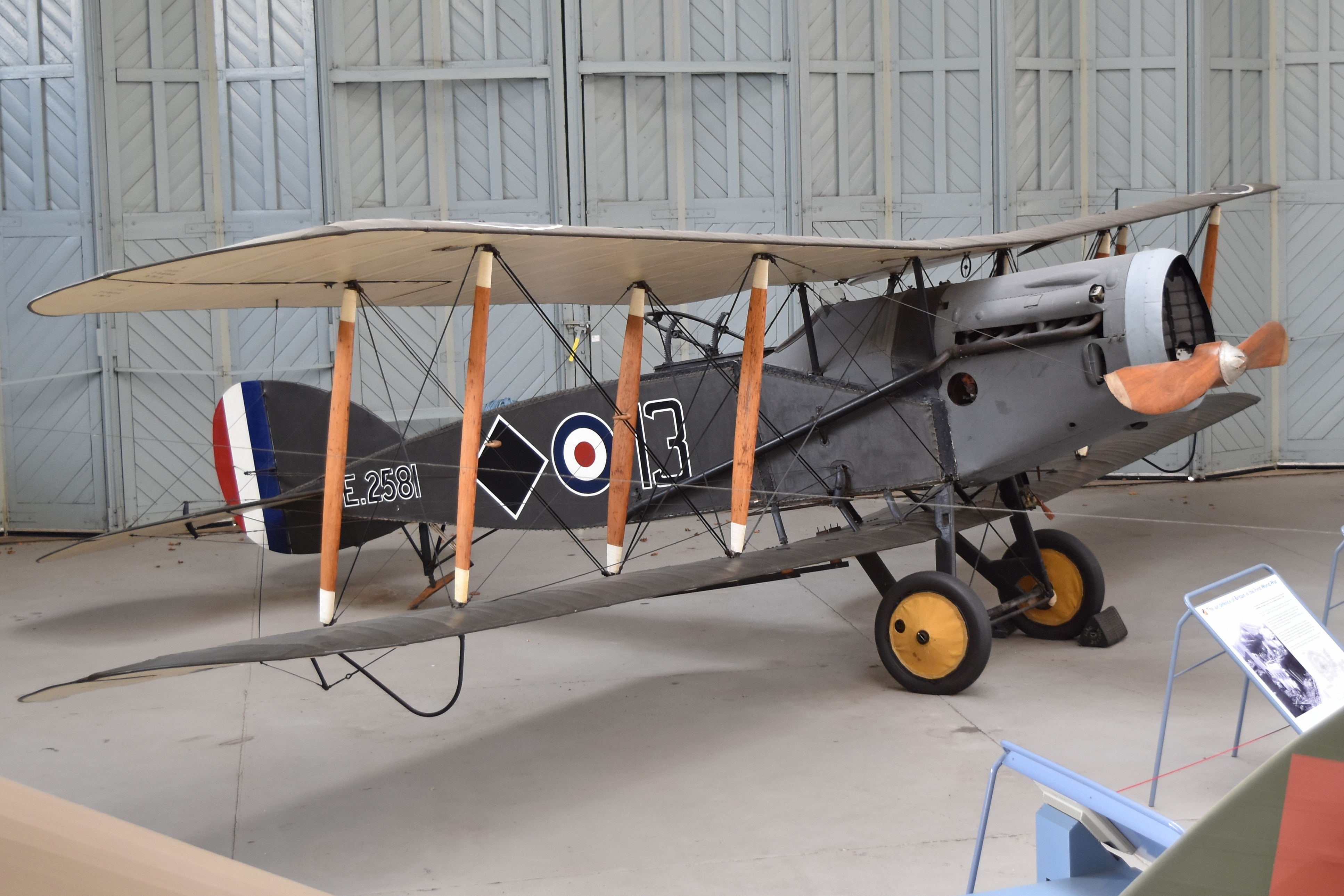
1918 gebaute Bristol F.2B des Imperial War Museum, Duxford Airfield in Cambridgeshire
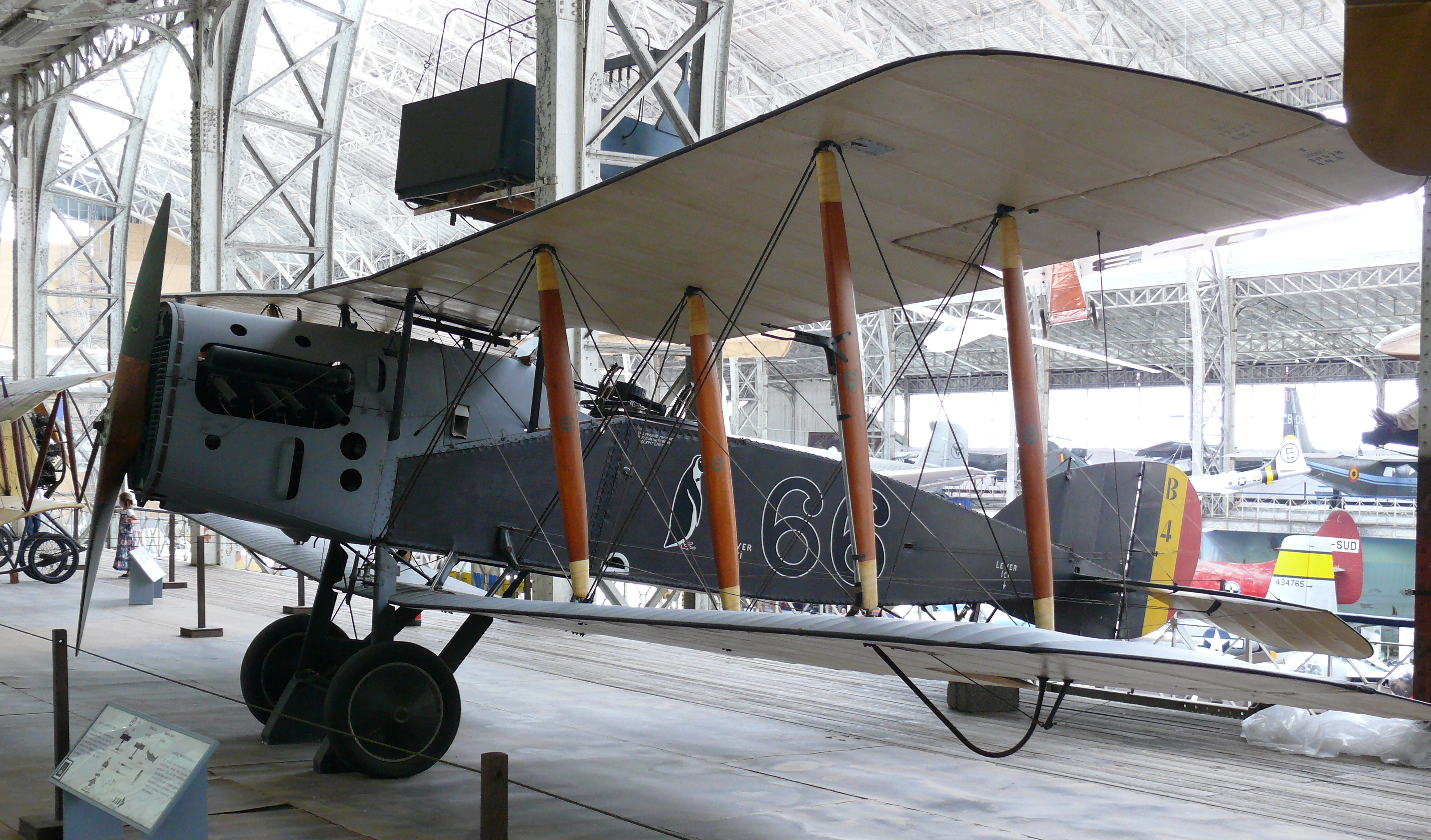
Bristol F.2 im königlichen Luftfahrtmuseum in Brüssel
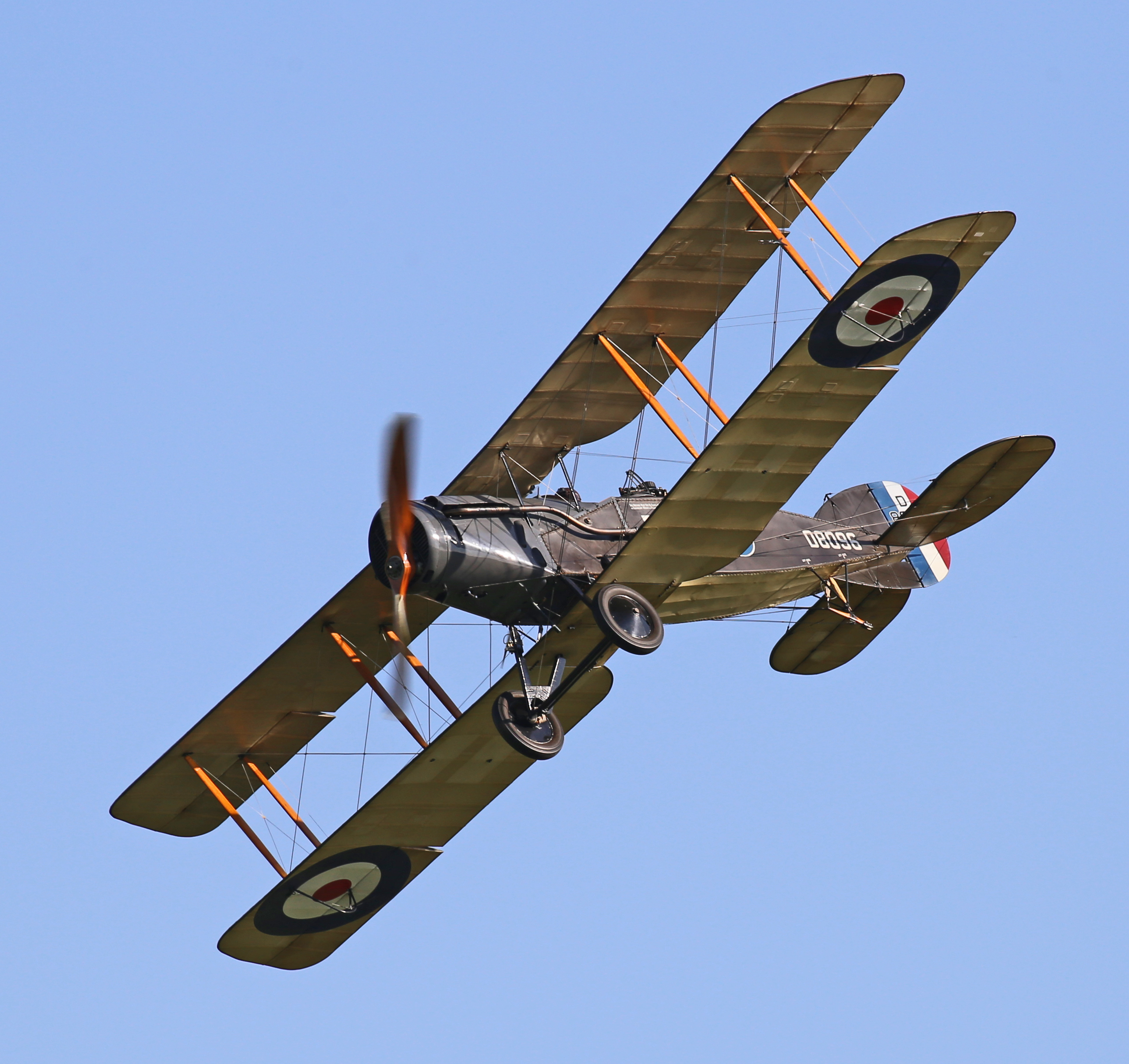
Bristol F.2 der Shuttleworth Collection
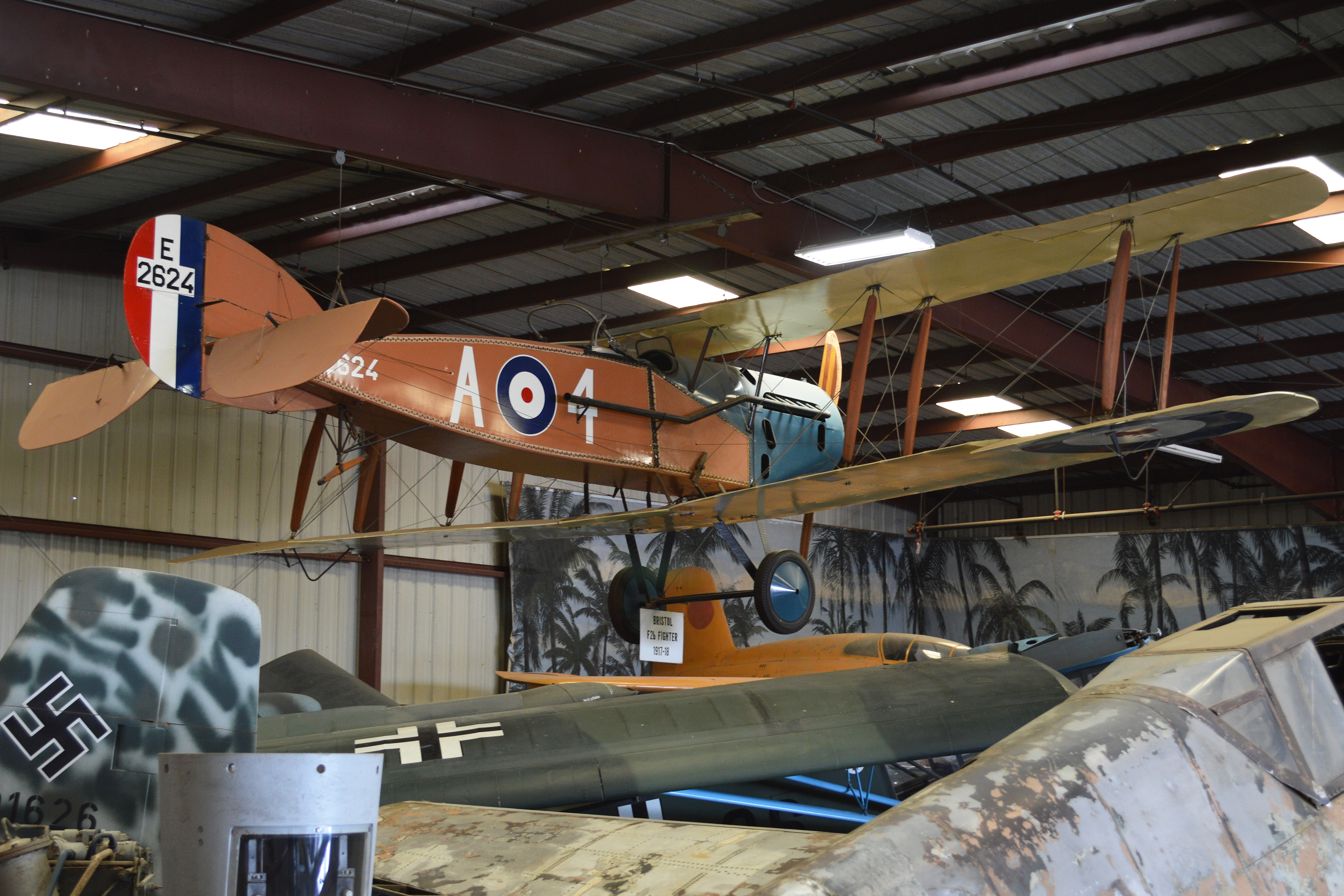
Nachbau ausgestellt im Fame Museum, Chino, Kalifornien
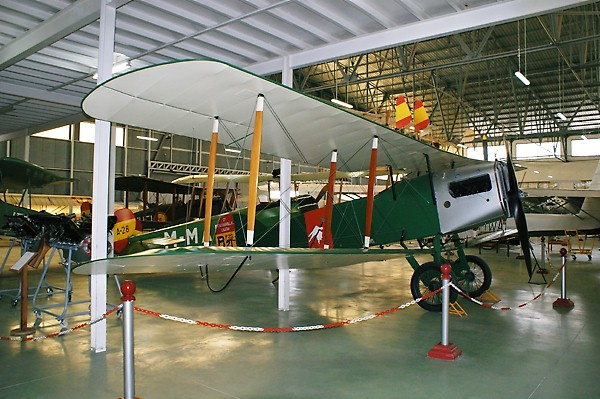
Bristol F.22 im Museo del Aire in Madrid

## Technische Daten
| Kenngröße             | Bristol F.2A Fighter                                     | Bristol F.2B Fighter                                       |
| --------------------- | -------------------------------------------------------- | ---------------------------------------------------------- |
| Besatzung             | Pilot und Beobachter                                     | Pilot und Beobachter                                       |
| Länge                 | 7,87 m                                                   | 7,84 m                                                     |
| Spannweite            | 11,96 m                                                  | 11,96 m                                                    |
| Höhe                  | 2,84 m                                                   | 2,97 m                                                     |
| Flügelfläche          | 36,13 m²                                                 | 37,62 m²                                                   |
| Leermasse             | 783 kg                                                   | 975 kg                                                     |
| Startmasse            | 1210 kg                                                  | 1474 kg                                                    |
| Höchstgeschwindigkeit | 177 km/h in NN                                           | 198 km/h in 1525 m                                         |
| Dienstgipfelhöhe      | 4876 m                                                   | 5485 m                                                     |
| Flugdauer             | 3:24 h                                                   | 3:00 h                                                     |
| Reichweite            | k. A.                                                    | k. A.                                                      |
| Triebwerk             | 190 PS (140 kW) Rolls-Royce Falcon I 12-Zylinder-V-Motor | 275 PS (202 kW) Rolls-Royce Falcon III 12-Zylinder-V-Motor |
| Bewaffnung            | 1 Vickers-MG, 1 Lewis-MG                                 | 1 Vickers-MG, 2 Lewis-MG; 12*9 kg Bomben                   |

### Leistungsvergleich zweisitziger Kampfflugzeuge an der Westfront, Anfang 1918
| Name                         | Land                   | Motorstärke     | max. Geschwindigkeit | Startmasse | MG  | Gipfelhöhe | Anzahl gebaut |
| ---------------------------- | ---------------------- | --------------- | -------------------- | ---------- | --- | ---------- | ------------- |
| Bristol F.2                  | Vereinigtes Königreich | 275 PS (202 kW) | 198 km/h             | 1464 kg    | 2–3 | 5485 m     | 5329          |
| Royal Aircraft Factory R.E.8 | Vereinigtes Königreich | 200 PS (147 kW) | 160 km/h             | 1302 kg    | 2–3 | 4115 m     | 4320          |
| De Havilland D.H.4           | Vereinigtes Königreich | 375 PS (276 kW) | 230 km/h             | 1503 kg    | 2–3 | 7160 m     | >6000         |
| Armstrong Whitworth F.K.8    | Vereinigtes Königreich | 160 PS (118 kW) | 150 km/h             | 1275 kg    | 2   | 4000 m     | 1650          |
| Salmson 2A.2                 | Frankreich             | 200 PS (147 kW) | 188 km/h             | 1935 kg    | 3–4 | 6200 m     | 3200          |
| Breguet 14                   | Frankreich             | 300 PS (221 kW) | 184 km/h             | 1565 kg    | 3   | 6000 m     | ~7800         |
| LVG C.VI                     | Deutsches Reich        | 200 PS (147 kW) | 170 km/h             | 1390 kg    | 2   | 6500 m     | ~1000         |
| DFW C.V                      | Deutsches Reich        | 220 PS (162 kW) | 155 km/h             | 1430 kg    | 2   | 5000 m     | ~3000         |
| Rumpler C.IV                 | Deutsches Reich        | 260 PS (191 kW) | 175 km/h             | 1630 kg    | 2   | 6800 m     |               |